# 卡萨拉雷纳
卡萨拉雷纳，是西班牙拉里奥哈自治区的一个市镇。总面积8平方公里，总人口984人（2001年），人口密度123人/平方公里。